# Ardices curvata
Ardices curvata är en fjärilsart som beskrevs av Donov. 1805. Ardices curvata ingår i släktet Ardices och familjen björnspinnare. Inga underarter finns listade i Catalogue of Life.